# Josef Schümmer
Josef Schümmer (* 19. Juli 1924 in Aachen; † 29. September 1978) war ein deutscher Politiker der CDU.

## Ausbildung und Beruf
Josef Schümmer besuchte die Volksschule sowie die Gewerbeschule und erwarb die Fachschulreife. Danach machte er eine Maschinenschlosserlehre und legte die Fachprüfung ab. Am Sozialen Institut für Sozialwissenschaften absolvierte er einen Jahreslehrgang. Er war Diözesanreferent und Leiter der Arbeitsstelle für Betriebs- und Sozialpraxis im Bistum Aachen.

## Politik
Josef Schümmer war ab 1946 Mitglied der CDU. Er ist Mitbegründer der Jungen Union Aachen sowie Mitbegründer der Gewerkschaftsjugend Nordrhein-Westfalen des DGB. 1952 wurde er Ratsherr der Stadt Würselen; hier war er auch Fraktionsvorsitzender. 1964 wurde er zum Bürgermeister der Stadt Würselen gewählt. Mitglied des Kreistages Aachen-Land war Schümmer ab 1960, Mitglied der Landschaftsversammlung Rheinland ab 1964. Er war stellvertretender Fraktionsvorsitzender.
Josef Schümmer war vom 26. Juli 1970 bis zum 27. Mai 1975 direkt gewähltes Mitglied des 7. Landtages von Nordrhein-Westfalen für den Wahlkreis 003 Aachen-Land I.